# Parszywa dwunastka 4
Parszywa dwunastka 4 (ang. The Dirty Dozen: The Fatal Mission) – amerykańsko-jugosłowiański film wojenny z 1988 roku.

## Opis fabuły
W Turcji na rozkaz Hitlera, grupa jego oficerów ma utworzyć "IV Rzeszę". Zatrwożony sytuacją generał Worden postanawia pokrzyżować plany. Ponownie wzywa majora Wrighta i zleca mu wyszkolenie "parszywej dwunastki". Jego nowi podopieczni dają z siebie wszystko, bo wiedzą, że w zamian za powodzenie akcji zostanie im anulowany wyrok. Tymczasem podczas treningu jeden ze skazańców, ginie w niejasnych okolicznościach. Dla dobra sprawy dowództwo zleca kontynuowanie szkolenia. Do ekipy na ochotnika zgłasza się porucznik Campbell.

## Główne role
- Telly Savalas – Major Joseph Wright
- Ernest Borgnine – Generał Worden
- Hunt Block – Joe Stern
- Matthew Burton – Generał Richter
- Jeff Conaway – Sierżant Holt
- Alex Cord – Dravko Demchuk
- Erik Estrada – Carmine D'Agostino
- Ernie Hudson – Joe Hamilton
- James Carroll Jordan – Lonnie Wilson
- Ray Mancini – Tim Ricketts
- John Matuszak – Fred Collins
- Heather Thomas – Porucznik Carol Campbell
- Branko Blace – Munoz
- Robert Bobinac – Porter
- Budimar Sobat – Mitchell
- Matko Raguz – Peter
- Ranko Zidarić – Vasco Petrovic
- Ray Armstrong – Kranz
- Drew Lucas – Kapitan Craig
- Derek Hoxby – Hoffman